# Mattachine Society
La Mattachine Society (Sociedad Mattachine) fue la segunda organización homófila de los Estados Unidos, siendo la primera que consiguió luchar por los derechos de los homosexuales.

## Inicios
La organización fue fundada por Harry Hay junto con un pequeño grupo de amigos. El grupo comenzó sus actividades en Los Ángeles, el 11 de noviembre de 1950, estando presentes Hay, Rudi Gernreich, Bob Hull, Chuck Rowland y Dale Jennings, pero no fue registrada oficialmente hasta que en 1954 un grupo diferente tomó la dirección.
Varias otras organizaciones relacionadas se formaron poco después en San Francisco, Nueva York, Boston, Chicago, Denver, el Distrito de Columbia y Filadelfia. El fin principal de la organización era conseguir la aceptación pública de la homosexualidad —escribieron en su manifiesto que las «disminuciones fisiológicas y psicológicas [de los homosexuales] no tenían por qué ser un impedimento para integrar el 10% de la población mundial en el progreso social constructivo de la humanidad».

## Nombre
El nombre de la sociedad fue creado por Harry Hay, que se inspiró en un grupo enmascarado medieval francés que había estudiado mientras preparaba un curso de historia de la música popular para un proyecto de educación de trabajadores. En 1976, en una entrevista con Jonathan Ned Katz, Hay respondió a la pregunta sobre el origen del nombre de la siguiente forma:

Un grupo [de músicos enmascarados pertenecientes a las Sociétés Joyeux era conocido como la 'Société Mattachine'. Estas sociedades, hermandades secretas de por vida de hombres solteros del pueblo, que nunca actuaban en público sin máscara, se dedicaban a salir al campo y realizar danzas rituales durante la Fiesta de los Locos, en el equinoccio vernal. A veces, estos bailes rituales o 'masques' se convertían en protestas de los labradores contra la opresión, con los enmascarados recibiendo, en nombre del pueblo, la mayor parte de la cruel venganza del señor. Así que tomamos el nombre de Mattachine porque sentíamos que en 1950 los gays también eran personas enmascaradas, desconocidas y anónimas, que podían ser incluidas en la construcción moral y en ayudarnos a nosotros mismos y a otros, a través de la lucha, para moverse hacia la reparación y el cambio.

A su vez, este grupo francés obtuvo su nombre de Mattacino (o en español Matachín), un personaje del teatro italiano. Mattachino era una especie de bufón de la corte que decía las verdades al rey cuando nadie más se atrevía. Los "mattachin" (del árabe mutawajjihin — "los que llevan máscara") eran originalmente danzantes con espada hispanoárabes que llevaban máscaras y trajes elaborados y coloridos.
La Mattachine Society empleaba rombos de arlequín como emblema. El diseño consistía en varios rombos formando un rombo mayor con una «M» en el centro.

## Afiliación

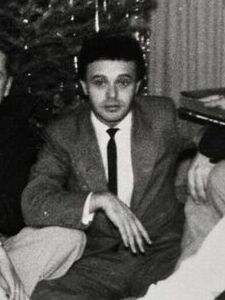
Rudi Gernreich en una reunión de la Mattachine Society en 1951

La mayoría de los fundadores de la sociedad estaban relacionados con el comunismo y basaron su estructura en células siguiendo el ejemplo del Partido Comunista de Estados Unidos (es decir, según el centralismo democrático). Según iba progresando el macarthismo, la asociación con el comunismo afectó a algunos miembros y el mismo Hay, cuya pertenencia al Partido Comunista contaba con 15 años de antigüedad, renunció como líder del proyecto. De esta forma el liderazgo de la estructura acabó en manos de personas de ideología más moderada, similar a las de los reformistas liberales de las organizaciones de derechos civiles que existían para los afroamericanos.
A pesar de que Harry Hay afirmaba «no haber oído nunca» de los movimientos anteriores surgidos en Alemania, con gente como Adolf Brand, Magnus Hirschfeld y Leontine Sagan, se sabe que tuvo relaciones con emigrados alemanes, incluyendo a Rudi Gernreich.
La Mattachine Society existió inicialmente como organización nacional única con sede en Los Ángeles y más tarde, hacia comienzos de 1956, en San Francisco. Además de Los Ángeles y San Francisco, se establecieron capítulos en Nueva York, Washington, Chicago y otras ciudades. Debido a trensiones internas, la organización nacional se disolvió en 1961. El capítulo de San Francisco mantuvo el nombre, mientras que el de Nueva York tomaba el nombre de «Mattachine Society of New York, Inc.».
A partir de una escisión amigable en 1952 se creó una nueva organización, ONE, Inc.. ONE admitía mujeres y en 1956, junto con Mattachine, dieron ayuda vital a Daughters of Bilitis en la publicación de su revista The Ladder. Daughters of Bilitis era la organización correspondiente a la Mattachine Society para lesbianas y ambas organizaciones trabajaron juntas en algunas campañas, aunque sus ideas sobre la visibilidad en los medios de comunicación diferían considerablemente. Daughters of Bilitis sufrió tensiones internas porque algunas lesbianas consideraban que la organización debía colaborar con las feministas separatistas y no con los gais. En la década de 1960, la Mattachine Society de Nueva York se asoció con otros grupos para formar ECHO (East Coast Homophile Organizations).

## Fines
Los fines de la Mattachine Society eran la de liberar a la comunidad homosexual oprimida y ofrecerle una serie de servicios, incluyendo consejos legales y ayuda psicológica. También hicieron presión para conseguir la revocación de las leyes de sodomía y otras leyes discriminatorias hacia los gais.
Publicaba la revista The Mattachine Review.

## Declive
En la década de 1960 varias sociedades Mattachine independientes, especialmente la de San Francisco y la de Nueva York, fueron los grupos más importantes de los Estados Unidos que luchaban por los derechos de los gais, pero hacia la mitad de la década y, sobre todo, tras los disturbios de Stonewall en 1969, comenzaron a ser percibidos como rígidos y tradicionales y sin la suficiente voluntad para enfrentarse a las dificultades. 
De forma similar a lo ocurrido en el movimiento de derechos civiles para los negros, entre finales de los 60 y principios de los 70, apareció una nueva generación de activistas que pensaban que el movimiento de los derechos de los gais debía abarcar otras formas de presión y seguir una agenda más agresiva, tratando temas como la Guerra de Vietnam o la revolución sexual. Muchas de las entidades independientes que llevaban el nombre de Mattachine Society finalmente perdieron apoyo y fueron víctimas de disputas internas; por ejemplo, la The Mattachine Society New York fue a la bancarrota en enero de 1987.
Sin relación con las anteriores, en 2005 un grupo de personas de Shreveport, Luisiana, organizaron en una Mattachine Society. La organización se fundó por un grupo de jóvenes entre 16 y 28 años. A pesar de que consiguió un número importante de seguidores, la Mattachine de Shreveport desapareció en agosto de 2006 al abandonarla su presidente y fundador Jesse Smith.

## Homenajes

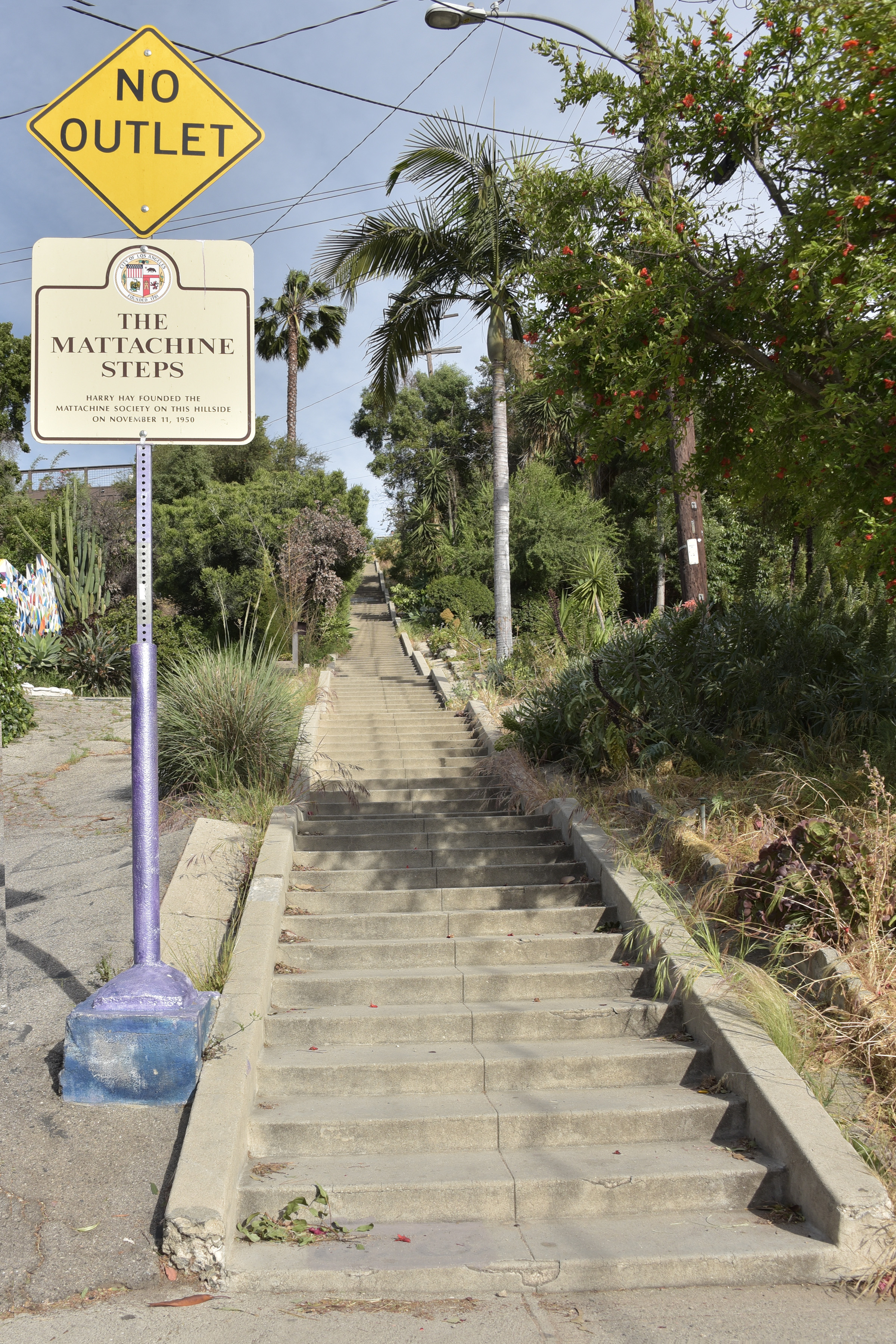
Mattachine Steps en 2017

En el cómic Quantum Leap titulado Up Against a Stonewall (1992), Mattachine Society y Daughters of Bilitis se mencionan como dos grupos que hacen campaña por los derechos LGBT antes de los disturbios de Stonewall.
La película de 1995 Stonewall incluyó a miembros de la Sociedad Mattachine de Nueva York entre sus personajes. Se ve a los miembros de Mattachine repartiendo folletos, asistiendo a reuniones y participando en el piquete de recordatorio anual en Filadelfia.
Sin embargo, la película sitúa el momento más temprano en el verano de lo que realmente era, antes de los disturbios de Stonewall del 28 de junio. En 2002, Mattachine Midwest fue incluido en el Salón de la Fama de Gays y Lesbianas de Chicago. En 2009, la Mattachine Society y sus fundadores se convirtieron en los temas de la obra The Temperamentals de Jon Marans . Después de presentaciones en talleres en 2009, la obra se estrenó en el Off-Broadway en New World Stages a principios de 2010.
The Temperamentals recibió un premio Drama Desk al mejor reparto. Michael Urie , quien originó el papel de Rudi Gernreich, recibió un premio Lucille Lortel como actor principal destacado. 